# Geocoris punctipes
Geocoris punctipes är en insektsart som först beskrevs av Thomas Say 1832.  Geocoris punctipes ingår i släktet Geocoris och familjen Geocoridae. Inga underarter finns listade i Catalogue of Life.

## Bildgalleri

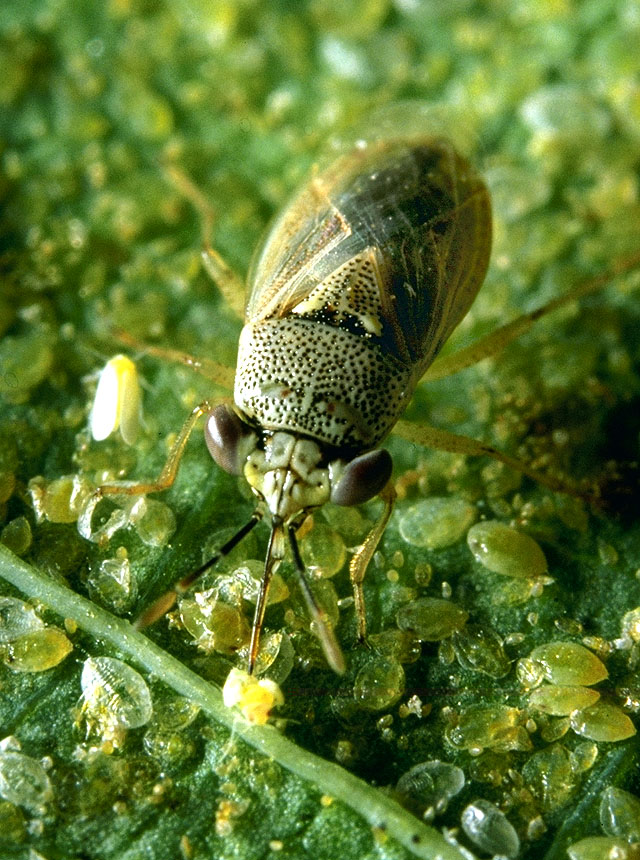